# Evil Pimp
Catrin Rhodes, professionell bekannt als Evil Pimp, ist ein amerikanischer Rapper, Songwriter, Plattenproduzent und Toningenieur. Er ist der Gründer des „Krucifix Klan“ und hat für viele Rapper gearbeitet und deren Karriere überwacht, darunter Playa Rob, Ms Insain, Suave C., Stan Man, Creep Lo, Lady Dead, Chuck G., Sir Lance, DJ Slikk, Killa Queen, Drama Queen, Crazy Mane, Lil Bone, Gangsta Rip, DJ Massacre, Reese G, Lil Jerk, Lil Boosie, HR2, Ms Loko, Polo Fresh, Ill B, Killa Elite, Evil Prince und viele mehr. Er gilt als Schlüsselfigur bei der Entwicklung und Popularisierung von Horrorcore, einem Rap-Stil, der sich durch hypnotische Beats und dunkle Themen auszeichnet – insbesondere Drogen, Sex und Gewalt.

## Diskografie

### Einzelprojekte
| Offizielles Album                               | Jahr |
| ----------------------------------------------- | ---- |
| Evil Pimp - Bring It On                         | 1998 |
| Evil Pimp - Kreepin Out Tha Kut                 | 2003 |
| Evil Pimp - Da Exorcist Returns                 | 2004 |
| Evil Pimp - The Exorcist Greatest Hits Volume 1 | 2004 |
| Evil Pimp - The Exorcist Greatest Hits Volume 2 | 2005 |
| Evil Pimp - Go Hard Or Go Home                  | 2006 |
| Evil Pimp - Da Bad Guy Returns                  | 2007 |
| Evil Pimp - Da Devils Rejects                   | 2015 |
| Evil Pimp - No Bigga Pimps                      | 2019 |
| Evil Pimp - Gangsta Music                       | 2019 |
| Evil Pimp - Born 2 Mack                         | 2019 |
| Evil Pimp - Drop It Off                         | 2019 |
| Evil Pimp - Certified                           | 2019 |

### Gruppenprojekte
| Offizielles Album                    | Jahr |
| ------------------------------------ | ---- |
| Krucifix Klan - Fuckin' Wit Dis Klan | 2004 |
| Krucifix Klan - Da Krucifixin        | 2004 |
| Krucifix Klan - Da Last Krucifixin   | 2006 |
| Krucifix Klan - Death Wish           | 2007 |
| Krucifix Klan - Mark Of The Beast    | 2014 |
| Krucifix Klan - Genesis              | 2019 |
| Krucifix Klan - Ashes 2 Ashes        | 2019 |
| Krucifix Klan - Revelations          | 2019 |
| Krucifix Klan - Da Resurrection      | 2019 |
| Krucifix Klan - Kings Of Kings       | 2019 |

### Projekte zuordnen
| Offizielles Album                   | Jahr |
| ----------------------------------- | ---- |
| Creep Lo - You Aint Seen Nothin Yet | 2002 |
| Playa Rob - Playa Thang             | 2019 |
| Stan Man - Stan From Da Klan        | 2019 |